# Руваичи, Иуда Фаддей
Иуда Фаддей Руваичи (англ. Jude Thadaeus Ruwa’ichi; род. 30 января 1954, Муло-Килема, Танганьика) — танзанийский прелат, капуцин. Епископ Мбулу с 9 февраля 1999 по 15 января 2005. Епископ Додомы с 15 января 2005 по 10 ноября 2010. Архиепископ Мванзы с 10 ноября 2010 по 21 июня 2018. Коадъютор с правом наследования архиепархии Дар-эс-Салама с 21 июня 2018 по 15 августа 2019. Архиепископ Дар-эс-Салама с 15 августа 2019.